# Сара Б'єрк Гуннарсдоттір
Сара Б'єрк Гуннарсдоттір (ісл. Sara Björk Gunnarsdóttir; нар. 29 вересня 1990, Ісландія) — ісландська футболістка, півзахисниця клубу німецької Бундесліги «Вольфсбург».

## Клубна кар'єра
З 6-річного віку займалася футболом у клубі «Хаукар». У першій команді дебютувала 2004 року. Проте в 2005 році отримала важку травму коліна, через що два роки не могла займатися футболом. Потім перейшла до найтитулованішого клубу країни, «Брєйдабліка», однак за період виступів її клуб не завоював жодного трофею. У 2011 році перейшла до «Мальме» (згодом команда змінила наву на «Розенгард») з Дамаллсвенскану, де з 2012 по 2015 рік грала разом з Анею Міттаг, а в 2014 році — з Мартою. У своєму дебютному сезоні відзначилася 11-а голами та стала чемпіонкою Швеції. Протягом наступних сезонів не демонструвала такої результативності, але з 2013 по 2015 рік тричі поспіль ставала переможницею шведського чемпіонату. За цей час у шведській першості зіграла понад 100 матчів. Разом з «Розенгардом» вигравала Суперкубок Швеції 2012 та 2015 років, авторами вирішальних голів були Міттаг та Марта.
Допомогла «Брєйдабліку» у груповому етапі Лізі чемпіонів 2010/11 посісти друге місце, а також вийти до фіналу турніру. У вирішальних поєдинках ісландки двічі поступилися віце-чемпіону Франції «Парижу».
Наступного сезону разом з «Мальме» виступала краще, дішла до 1/4 фіналу й з 5-а забитими м'ячами разом з іншими гравчинями розділила 10-е місце в списку найкращих бомбардирів. У сезоні 2012/13 років шведський клуб знову зазнав поразки в 1/4 фіналу, цього разу від «Олімпіка Ліон». У сезоні 2013/14 років «Мальме» вибув вже на стадії 1/8 фіналу, поступившись майбутньому переможця змагання, «Вольфсбургу». Наступного року шведська команда знову поступилася «Вольфсбургу», цього разу в 1/4 фіналу й лише через пропущений м'яч вдома. Після нічиї з німецьким клубом (1:1) на виїзді, вдома «Мальме» розписав результативну нічию (3:3). У сезоні 2015/16 років «Розенгард» поступився в серії післяматчевих пенальті іншій німецькій команді, «Франкфурту». У першому поєдинку двоматчевого протистояння Сара відзначилася голом (1:0), проте в серії післяматчевих пенальті виявилася єдиною гравчинею шведського клубу, яка не реалізувала власний удар. Загалом, у Лізі чемпіонів зіграла 32 матчі, в яких відзначилася 13-а голами.
2 травня 2016 року перейшла до клубу німецької Бундесліги «Вольфсбург», з яким ісландка підписала 2-річний контракт, до 30 червня 2018 року.. За період свого перебування у «Мальме» зіграла 61 матч, також провела 58 матчів за клуб-правонаступника, ФК «Розенгард». Продовжила контракт з німецьким клубом до 2020 року.

## Кар'єра в збірній

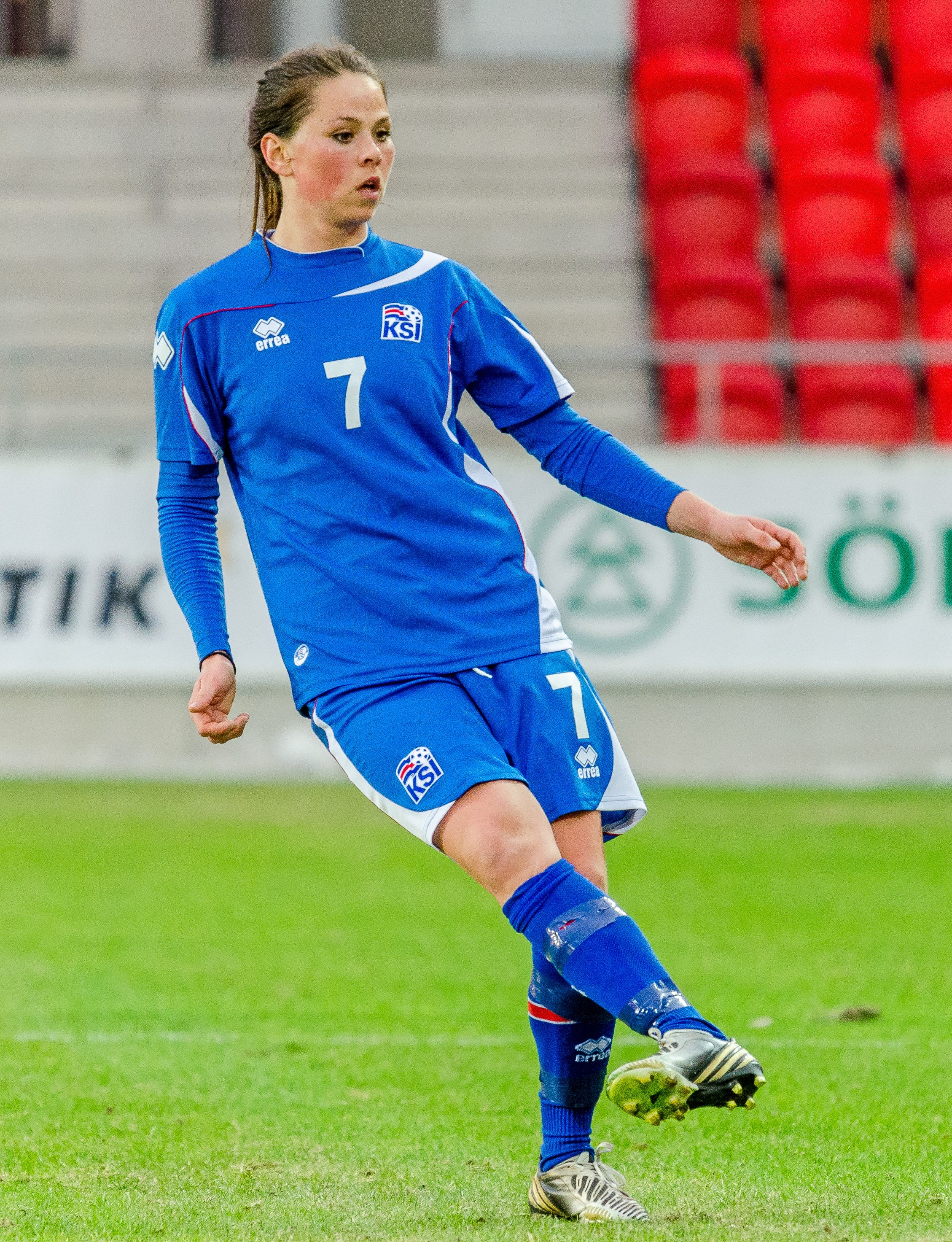
Сара Б'єрк у товариському матчі проти Швеції на Міресегус Арена у Вексе, 6 квітня 2013 року.

Виступала за дівочі збірні Ісландії WU-17 та WU-19, потім не грала на міжнародному рівні через травму коліну. Після одужання, 26 серпня 2017 року у віці 16-років деюутувала за головну збірну країни в програному (1:2) виїзному поєдинку в Дравограді проти Словенії. Одразу ж стала основною гравчинею збірної, вийшла на поле в стартовій 11-і у поєдинку 1-о туру групового етапу кубку Алгарве. А через два дні відзначилася дебютним голом за ісландську збірну, в переможному (4:1) поєдинку проти Ірландії. У матчі за 7-е місце на турнірі грала з переможцем групи C, збірною Фінляндії, в якому ісландки здобули перемогу з рахунком 3:0. Відзначилася двома голами в переможному (3:1) поєдинку Кубку Алгарве 2009, завдяки чому потрапила до складу гравчинь, які поїхали на чемпіонат Європи 2009 року у Фінляндії. Зіграла у всіх трьох матчах групового етапу, проте не змогла допомогти Ісландії пробитися до наступного раунду.
Головний тренер збірної Ісландії Сігурдур Ейольфссон викликав Сару для поїздки на чемпіонат світу 2013 року, де вона зіграла у всіх чотирьох матчах ісландок на турнірі, в тому числі й у програному (0:4) поєдинку проти Швеції.
У зв'язку з декретною відпусткою Маргарте Лари Відарсдоттір, у 2014 році головний тренер ісландської збірної Фрейр Александерссон призначив Сару Борк новим капітаном команди.
Через травму пропустила фінал Ліги чемпіонів 2018. Також її виключили зі списку гравчинь, які взяли участь у червні 2018 року в поєдинку проти Словенії. Таким чином, з 2009 року вона пропустила перший поєдинок збірної Ісландії.

## Досягнення
- Дамалльсвенска
  -  Чемпіон (4): 2011, 2013, 2014, 2015

- Кубок Швеції
  -  Володар (1): 2016

- Суперкубок Швеції
  -  Володар (4): 2011, 2012, 2015, 2016

- Бундесліга
  -  Чемпіон (2): 2016/17, 2017/18

- Кубок Німеччини
  -  Володар (2): 2016/17, 2017/18

- Спортсмен року в Ісландії (1): 2018

- Спортивна особа року за версією Haukar (1): 2018